# Ekumen
En la serie de novelas de ciencia ficción de Ursula K. Le Guin conocido como «Ciclo de Hainish», el Ekumen es una federación galáctica de mundos habitados por seres humanos. El nombre deriva del griego ecúmene, palabra que hace referencia al mundo habitado.
Consecuentemente con el estilo de ciencia ficción blanda de Le Guin, el Ekumen se usa como ambientación para explorar ideas antropológicas y sociológicas. Está constituido por varias docenas de planetas que fueron poblados millones de años atrás por seres humanos provenientes del planeta Hain. Los hainitas usaron técnicas de ingeniería genética para adaptar a los seres humanos a las condiciones reinantes en cada mundo (por ejemplo, los andróginos de Gueden en La mano izquierda de la oscuridad).
Con el tiempo, la civilización hainita se derrumbó y los planetas coloniales (entre los que se contaba la Tierra) olvidaron que existían otros mundos humanos. Las historias del Ekumen narran el resurgimiento del viaje interestelar a velocidades relativistas, por el que se tardan años en ir de una estrella a otra (pero solo semanas o meses desde el punto de vista del viajero, debido a la dilatación del tiempo), de la comunicación instantánea a través de las mismas distancias por medio del ansible, y los esfuerzos para restablecer una civilización a escala galáctica.
Dos novelas de la serie son notables por haber sido premiadas: La mano izquierda de la oscuridad y Los desposeídos. Otras novelas son El mundo de Rocannon, Planeta de exilio, La ciudad de las ilusiones y El relato. La serie incluye también varios cuentos, entre ellos el premiado «El nombre del mundo es Bosque» (que luego daría origen a la novela homónima) y «El día anterior a la revolución».

## Obras

### Novelas
- El mundo de Rocannon (1966) - Rokanan (Fomalhaut)
- Planeta de exilio (1966) - Werel (Gamma Draconis)
- La ciudad de las ilusiones (1967) - Tierra
- La mano izquierda de la oscuridad (1969) - Gueden
- Los desposeídos (1974) - Urras-Anarres (Tau Ceti)
- El nombre del mundo es Bosque (1976) - Athshe/Nueva Tahití
- Cuatro caminos hacia el perdón (1995) Yeowe-Werel
- El relato (2000) - Aka

### Cuentos
- "El collar de Semley" (1964) - Aparece en Las doce moradas del viento (1975) - Rokanan
- "Rey de Invierno" (1969) - Aparece en Las doce moradas del viento (1975) - Gueden
- "Más vasto que los imperios y más lento" (1971) - Aparece en Las doce moradas del viento (1975) - Mundo 4470
- "El día anterior a la revolución" (1974) - Aparece en Las doce moradas del viento (1975) - Urras
- "La historia de los shobis" (1990) - Aparece en Un pescador del mar interior (1994) - Hain, Ve, M-60-340-nolo
- "Bailando hasta Ganam" (1993) - Aparece en Un pescador del mar interior (1994) - Ganam (Tadkla)
- "Un pescador del mar interior" (1994) - Aparece en Un pescador del mar interior (1994) - O
- "La cuestión de Seggri" (1994) - Aparece en El cumpleaños del mundo y otros relatos (2002) - Seggri
- "Amor no escogido" (1994) - Aparece en El cumpleaños del mundo y otros relatos (2002) - O
- "Soledad" (1994) - Aparece en El cumpleaños del mundo y otros relatos (2002) - Once-Soro
- "Mayoría de edad en Karhide" (1995) - Aparece en El cumpleaños del mundo y otros relatos (2002) - Gueden
- "Las costumbres de las montañas" (1996) - Aparece en El cumpleaños del mundo y otros relatos (2002) - O
- "Música Antigua y las mujeres esclavas" (1999) - Aparece en El cumpleaños del mundo y otros relatos (2002) - Yeowe-Werel, y en la recopilación de relator de Robert Silverberg denominada Horizontes lejanos.

## Cronología
En un artículo publicado por Science Fiction Studies en marzo de 1975, Ian Watson propone la siguiente cronología para las primeras seis novelas :
- c. 2300 d. C. - Los desposeídos
- c. 2368 d. C. - El nombre del mundo es Bosque
- c. 2684 d. C. - El mundo de Rocannon
- c. 3755 d. C. - Planeta de exilio
- c. 4370 d. C. - La ciudad de las ilusiones
- c. 4670 d. C. - La mano izquierda de la oscuridad

## Planetas del Ekumen
El Ekumen incluye una gran cantidad de planetas y continuamente explora otros nuevos. Algunos de los que figuran de manera prominente en los cuentos y novelas son:
- Aka -  (El relato) - Un mundo monoétnico que pasó por una agresiva revolución tecnológica, durante la cual se abandonó prácticamente toda la cultura tradicional. Aka es gobernado por un estado despótico que impone una forma de teísmo científico y apunta a convertir a sus ciudadanos en productores-consumidores ideales, con el fin último de lograr el viaje espacial.
- Athshe - (El nombre del mundo es bosque) - Un planeta boscoso (su nombre significa "bosque" en el idioma local), llamado "Nueva Tahití" por los colonos terrestres. Athshe está habitado por formas de vida inteligentes pequeñas y velludas. Fue explotado por su madera antes de que los colonos fueran expulsados.
- Gde - Planeta desierto de arena y tierra. Un planeta templado cuyo equilibrio ecológico fue destruido por una civilización exploradora. En el solo viven ladrones y desarraigados.
- Gueden - (La mano izquierda de la oscuridad) , "Rey de Invierno", "Mayoría de edad en Karhide") - Un planeta muy frío y cubierto por glaciares, habitado por una especie andrógina.
- Hain - El mundo originario, también llamado Davenant. Alberga la cultura más antigua del Ekumen y se lo supone la fuente de la mayor parte de la vida inteligente del Ekumen. Los observadores del Ekumen son entrenados en Hain.
- Rokanan - (El mundo de Rocannon) - El segundo planeta de la estrella Fomalhaut, poblado por al menos tres formas de vida inteligente.
- Urras-Anarres (Los desposeídos, "El día anterior a la revolución") - Un sistema planetario doble (los habitantes de cada uno consideran al otro como la luna) en órbita alrededor de Tau Ceti. Los cetianos que habitan ambos planetas son una raza humanoide hirsuta científicamente avanzada. Urras está dividido en muchos países con una variedad de sistemas políticos; Anarres está poblado por los odonianos, un grupo anarquista exiliado.
- Werel - (Planeta de exilio y La Ciudad de las Ilusiones) - Hogar de los alterranos, una raza híbridad de terrestres y los nativos originales. También llamado Alterra. El tercer planeta de Gamma Draconis.
- Yeowe-Werel (Cuatro caminos hacia el perdón, "Música Antigua y las mujeres esclavas") - El tercer y cuarto planeta, respectivamente, de un sistema estelar que no se debe confundir con Gamma Draconis.
- Tierra - (La ciudad de las ilusiones) - El tercer planeta del Sistema Solar. En el universo del Ekumen es un planeta contaminado que fue abandonado por quienes tenían los medios para hacerlo.